# قصة ون آمون

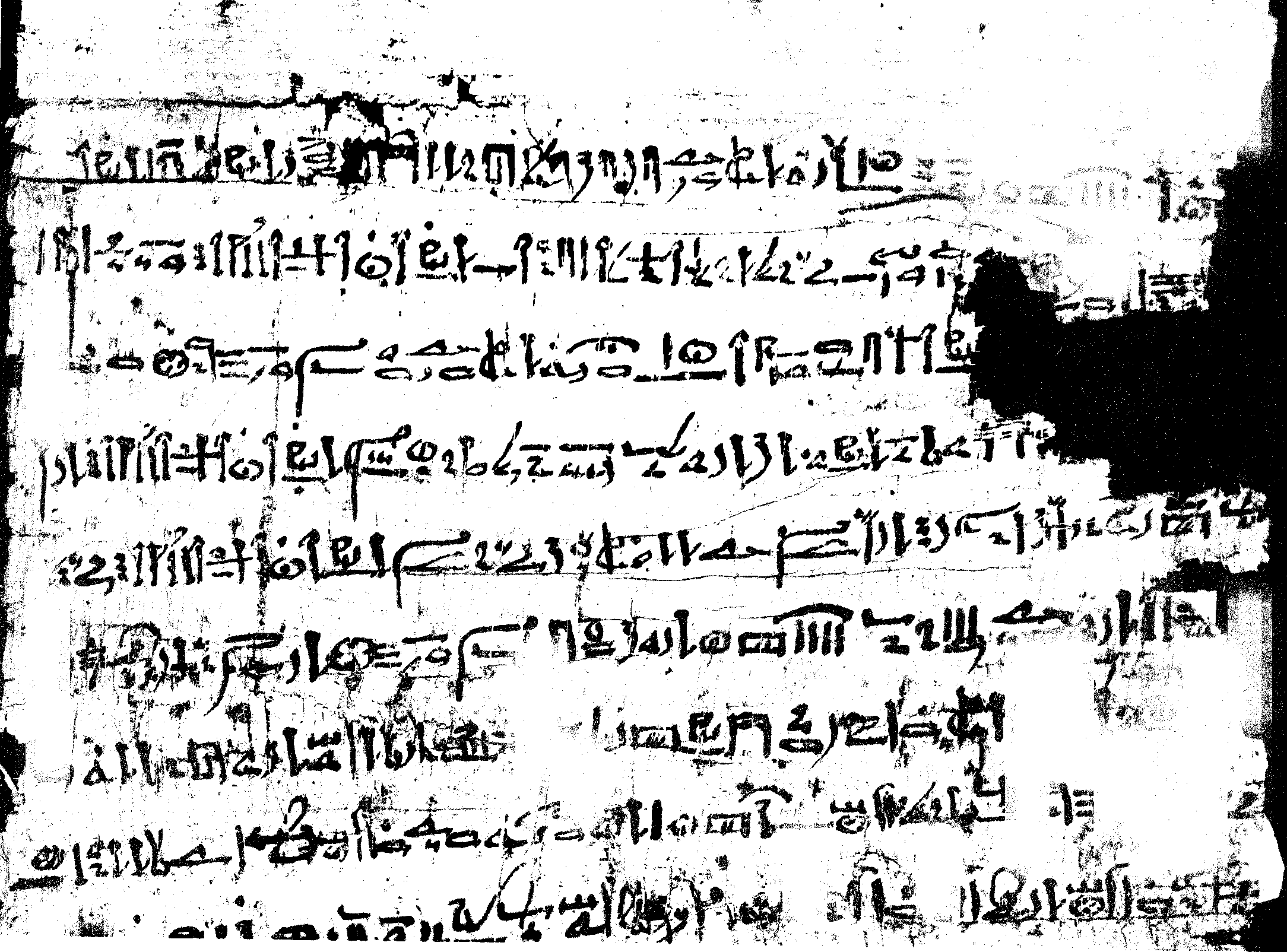
صورة لجزء من الصفحة الأولى من بردية موسكو 120.

 قصة ون آمون  إحدى نصوص الأدب المصري القديم المكتوبة بكتابة هيراطيقية باللغة المصرية الحديثة. النسخة الوحيدة من البردية التي تحوي القصة ناقصة، وقد اكتشفت في عام 1890، واشتراها عالم المصريات الروسي فلاديمير جولينيسيف في عام 1891، وهي محفوظة في متحف بوشكين في روسيا.

## القصة

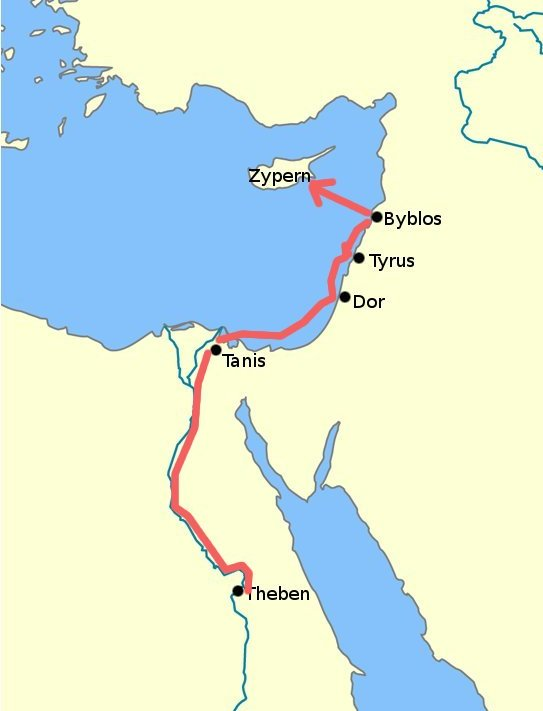
رحلة وينامون والبلاد التي زارها.

تدور القصة في السنة الخامسة لحكم الفرعون رمسيس الحادي عشر آخر حكام الأسرة العشرين، حول «وينامون» أحد كهنة آمون في معبد الكرنك، الذي أرسله «حيرحور» كبير كهنة آمون إلى مدينة جبيل الفينيقية، لإحضار خشب الأرز لبناء سفينة جديدة لنقل تمثال آمون إلى تانيس. توقف وينامون في ميناء دور التي يحكمها الأمير «بدير»، حيث سُرق. وعندما وصل إلى جبيل، صدم طريقة استقباله بعدائية هناك.
بعد أن نجح في مقابلة ملك البلاد زكر بعل، رفض الملك أن يعطيه البضائع المطلوبة مجانًا، وطالبه بالدفع. أرسل وينامون إلى الفرعون ليطلب المال، وهي بمثابة الخطوة المذلة التي تعني عدم سيطرة مصر على منطقة شرق البحر المتوسط. بعد انتظار لمدة عام تقريبًا في جبيل، قرر وينامون المغادرة إلى مصر. إلا أن السفينة خرجت عن مسارها إلى قبرص، حيث كاد أن يقتله الغوغاء، لولا أنه استجار بملكة البلاد «هاتبي». وهنا كانت نهاية البردية.

## وصلات خارجية
- The Report of Wenamun - Archaeowiki.org
- Wenamun's Journey
- Wenamen's Journey
- Hieroglyphic transcription of the Story of Wenamun

## اقرأ أيضا
- سنوحي
- بنط
- بناء السفن في مصر القديمة